# Hollis (Alaska)
Hollis è un CDP degli Stati Uniti d'America situato nella Census Area di Hoonah-Angoon nella regione sud-orientale dello stato dell'Alaska.

## Geografia fisica
Hollis si trova nella zona orientale dell'isola Principe di Galles, sulla riva ovest del Twelvemile Arm.
Hollis dispone di un base di proprietà dello stato dell'Alaska per l'atterraggio di idrovolanti chiamata Hollis Clark Bay Seaplane Base, (codice IATA "HYL"),.

## Storia
Hollis è uno dei pochi posti abitati dell'Alaska che non ha origini native. 
Agli inizi del XX secolo Hollis era una città mineraria con una popolazione di oltre 1.000 abitanti intorno al 1900. L'estrazione di oro e argento è continuata fino a circa il 1915. Nel 1953 Hollis è diventato una base operativa per le operazioni di taglio del legname effettuate sull'isola Principe di Galles, che sono continuate fino al 1962.
Attualmente il suo porto, servito giornalmente dai traghetti dell'Inter-Island Ferry Authority, costituisce il principale punto di accesso all'isola Principe di Galles.